# Windische Mark (Slowenien)
Die Windische Mark, slowenisch Slovenska krajina, Slovenska marka ist ein historisches Gebiet auf dem Gebiet des heutigen Slowenien. Ihre Grenzen waren im Norden die Save, im Süden die Kulpa (Kolpa bzw. kroatisch Kupa) und die untere Krka. Im Westen stieß die Windische Mark an die Oberkrain (Gorenjska) und an die Innerkrain (Notranjska), im Südosten an die Bela krajina (Weiße Mark, Weißkrain) und im Osten an das Uskokengebirge (Gorjanci). 

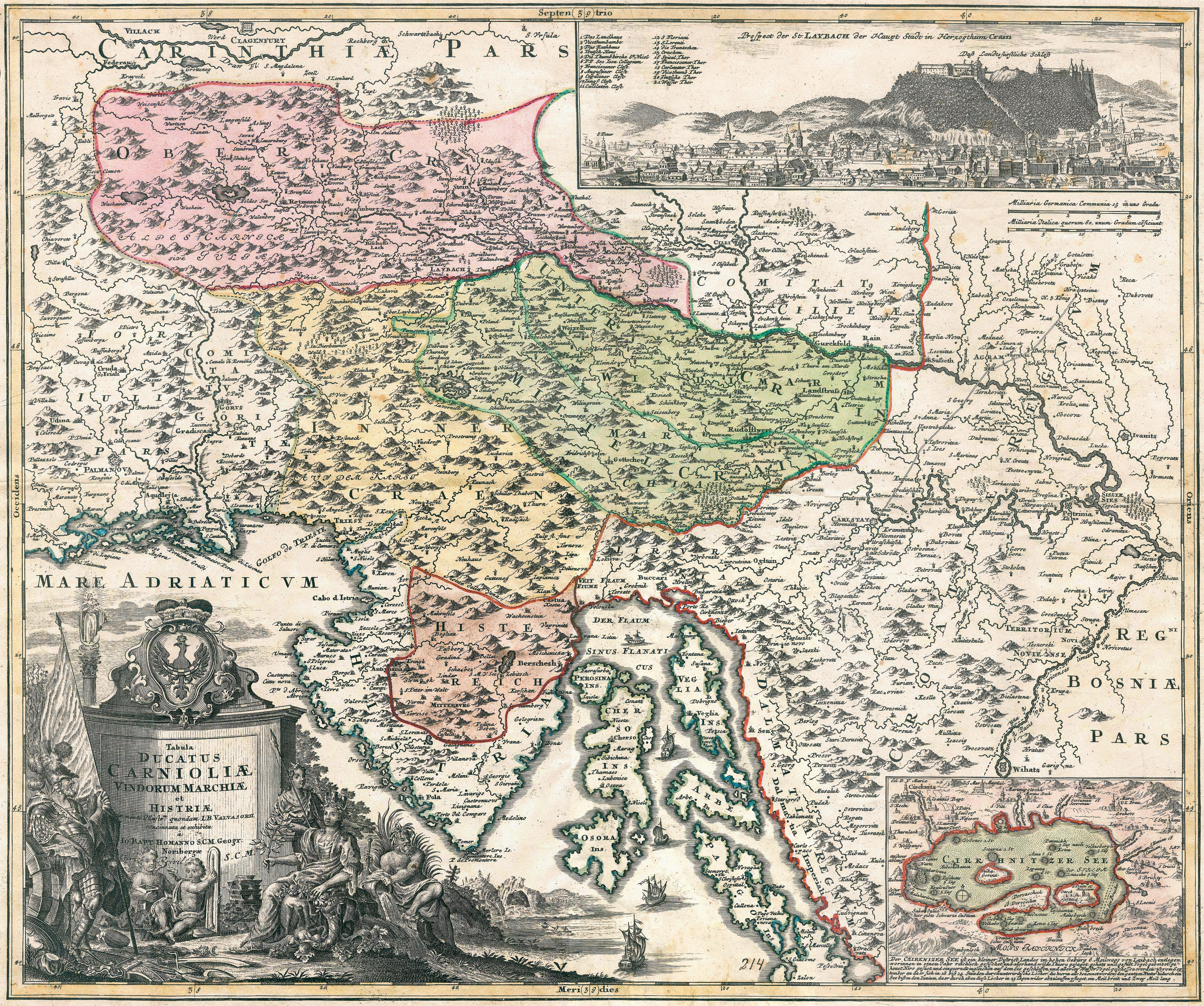
Karte des Herzogtums Krain mit der Windischen Mark und Istrien – Windische Mark grün

Wappen der Windischen Mark

Das Territorium wurde nach den „Windischen“ benannt, wie im damaligen Sprachgebrauch die heutigen Slowenen genannt wurden. Es war Markgrafschaft des karolingischen Reiches, und bis ins 20. Jahrhundert Teil der Habsburgermonarchie. Der Großteil dieser Mark gehört heute zur Dolenjska (Unterkrain).

## Geschichte
Schon 631 wird in der Fredegar-Chronik erstmals eine „marcha Winedorum“, eine windische Mark, genannt, die sich damals allerdings auf Gesamt-Karantanien bezog.
Beim Aufbau des ottonischen Markensystems seit 960 wurde die in karolingischer Zeit einheitliche Krain in zwei Markengebiete zerlegt, in die 973 genannte Creina marcha (Oberkrain/Gorenjska) und die Windische Mark, welche nun allerdings mit dem Sanntal zur Mark Saunien verbunden wurde. Ab 976 standen die vorgenannten Gebiete unter der Leitung der Kärntner Herzöge.

### Krain und die Windische Mark
Nach 1036 wurde die Windische Mark nach Trennung vom Sanntal wieder an Oberkrain angegliedert unter dem Doppelnamen Krain und die Windische Mark, nachdem schon 1012 die Krain aus dem Herzogtum Kärnten ausgegliedert worden war. (1040 wurde Krain eine eigenständige Markgrafschaft.)
1077 kamen Krain und die Windische Mark an den Patriarchen Sieghard von Aquileia.

### Weichselburger
Zwischen 1127 und 1131 wurde im Südosten der Windischen Mark Land für das Reich dazugewonnen: Die Weichselburger führten gemeinsam mit dem Spanheimer Bernhard von Trixen und den Truppen des Erzbistums Salzburg eine Offensive gegen Ungarn und Kroatien und drängten deren Streitkräfte jenseits der Flüsse Kolpa und Bregana südlich bzw. westlich des Gebirges Gorjanci (deutsch Sichelgebirge) zurück. Aus den von den Grafen von Weichselburg eroberten Gebieten zwischen Poljanska Gora im Westen entlang des Flusses Kolpa bis zu den westlichen Ausläufern der Gorjanci im Osten entstand die Weiße Mark (Bela krajina) damals auch "Grafschaft in der Mark und Metlika" genannt.

### Andechser
Mit dem Tod des letzten männlichen Weichselburgers Albert 1209 erbte seine Tochter Sophie praktisch die ganze Windische Mark. Sie war verheiratet mit Markgraf Heinrich II. von Andechs-Meranien, der allerdings im Zusammenhang mit der Ermordung Philipps von Schwaben (1208) 1209–1213 geächtet wurde und 1228 nur teilweise rehabilitiert starb. Sophie ließ sich von Herzog Otto VII. von Meranien († 1234), dem Bruder ihres Mannes, alle Ländereien abkaufen und starb 1256 im Kloster Admont. Die Andechser, die schon um 1150 das Markgrafenamt über die (Ober-)Krain von den Patriarchen von Aquileia als Lehen bekommen hatten und auch dort ansässig waren, waren somit das mächtigste Geschlecht in Krain und der Windischen Mark.

### Babenberger und Spanheimer
Herzog Ottos Erbtochter Agnes heiratete 1229 den Babenberger Friedrich II. von Österreich und Steiermark, der den Titel dominus Carniolae annahm und sich 1243 von ihr trennte. Agnes († 1263) konnte ihre Güter im Süden behalten und führte sie mit ihrer zweiten Ehe 1248 dem Spanheimer Ulrich III. von Kärnten zu, dessen Vater Bernhard von Spanheim schon 1234 bei Landstraß/Kostanjevica na Krki am Unterlauf der Gurk das Zisterzienserkloster Brunnen/Mariabrunn gegründet hatte. Ulrich vermachte ihr Erbe an Ottokar II. und starb 1269.

### Böhmen
1269 vereinigte der böhmische König Ottokar II., der sich die Gebiete bis zur Adria angeeignet hatte, Krain, die Windische Mark sowie Windischgraz (1270) und das Sann-/Savinja-Tal zur Mark, einer Hauptmannschaft.

### Meinhardiner
1276/78 wurden diese Gebiete von König Rudolf I. als heimgefallene Reichslehen eingezogen, Krain und die Mark an Meinhard II. von Görz-Tirol verpfändet. 1282 gab Rudolf, der Habsburger, seinen Söhnen Albrecht und Rudolf feierlich die Fürstenthümer und Herzogthümer Österreich, Steiermark, Krain und die Mark zu Lehen; Krain und die Mark (inklusive Sanntal) blieben als Pfand bei Meinhard, der 1286 auch zum Herzog von Kärnten erhoben wurde.
In der ersten Hälfte des 14. Jahrhunderts wurde die Benennung Windischmark für das Sann- und Savegebiet verwendet. Wenn in einer Urkunde vom Jahre 1330 eine Reihe von in Krain gelegenen Örtlichkeiten als „auf der Windischen March in Steyer“ gelegen erwähnt wurden, so deutet dies auf die ehemalige Zugehörigkeit dieser Örtlichkeiten zum Land Steiermark hin.

#### Gottschee
In der ersten Hälfte des 14. Jahrhunderts erfolgte die größte deutschsprachige Rodungssiedlung der Krain in der Gottschee (slowenisch Kočevje), im Süden der Unterkrain zwischen Reifnitz/Ribnica und der Kulpa.

#### Sanntal
1311 wurde im Zuge eines Vergleichs zwischen dem meinhardinischen Herzog Heinrich von Kärnten und den Habsburgern das Sanntal und Windischfeistritz/Slovenska Bistrica aus der Mark gelöst und der Steiermark angeschlossen.

### Habsburger
1374 fielen aufgrund des Erbvertrages von 1363/1364 zwischen dem Habsburger Herzog Rudolf IV. und Albert IV. von Görz-Istrien die Besitzungen in der Windischen Mark und Istrien (in Istrien die Grafschaft Mitterburg), auch die Weiße Mark (Möttling) und Poik an die Habsburger.
Die Habsburger Herrschaft reichte nun bis zur Adria, nachdem 1335 mit dem Erlöschen der tirolisch-kärntnerischen meinhardinischen Linie auch Kärnten an die Habsburger gefallen und die verpfändete Krain schon vor 1335 von Heinrich VI. an Habsburg zurückerstattet worden war. Die Windische Mark wurde nun wieder der Krain zugeordnet.
In den verschiedenen Habsburger Erbteilungen 1379 (Vertrag von Neuberg), 1395 (Vertrag von Hollenburg) und 1411 (Tod Leopold des Dicken) blieb die Windische Mark mit der Krain immer ein Bestandteil Innerösterreichs.
Mit Ausnahme der Jahre 1809–1813, in denen die Windische Mark mit Metlika und mit der Krain zu Frankreich gehörte (Illyrische Provinzen), war sie bis 1918 Teil des Habsburgerreiches, anschließend des SHS-Staates bzw. Jugoslawiens und seit 1991 Sloweniens.